# Persone di nome Daniela
| Questa pagina contiene informazioni ricavate automaticamente dalle voci biografiche con l'ausilio del template Bio e di un bot. L'aggiornamento è periodico e automatico e ricostruisce completamente la pagina. Se manca una persona in questa lista, sei pregato di non aggiungerla, ma accertati piuttosto che la sua voce biografica contenga il template Bio e che i dati anagrafici siano correttamente compilati. Se il template Bio manca, inseriscilo tu stesso o, in alternativa, metti l'avviso {{tmp\|Bio}} che ne segnala la mancanza. Se i dati riportati sono sbagliati, correggi direttamente la voce biografica; le modifiche saranno visibili in questa lista entro pochi giorni. Per chiarimenti vedi il progetto antroponimi. La lista contiene solo le 219 persone che sono citate nell'enciclopedia e per le quali è stato implementato correttamente il template Bio. Pagina aggiornata al 22 lug 2025. |

Questa è una lista di persone presenti nell'enciclopedia che hanno il nome Daniela, suddivise per attività principale.

## Allenatrici di calcio(2)
- Daniela Sogliani, allenatrice di calcio e ex calciatrice italiana (Marcaria, n. 1954)
- Daniela Tavalazzi, allenatrice di calcio e ex calciatrice italiana (Bologna, n. 1972)

## Allenatrici di sci alpino(1)
- Daniela Ceccarelli, allenatrice di sci alpino e ex sciatrice alpina italiana (Frascati, n. 1975)

## Altiste(2)
- Daniela Galeotti, altista italiana (Livorno, n. 1977)
- Daniela Stanciu, altista rumena (n. 1987)

## Artiste(3)
- Daniela Comani, artista italiana (Bologna, n. 1965)
- Daniela Olivieri, artista italiana (Bologna, n. 1977)
- Daniela Papadia, artista e pittrice italiana (Palermo, n. 1963)

## Astiste(1)
- Daniela Bártová, ex astista e ginnasta ceca (Ostrava, n. 1974)

## Attrici(34)
- Daniela Airoldi, attrice, cabarettista e cantante italiana (Bologna, n. 1959)
- Daniela Bianchi, attrice e ex modella italiana (Roma, n. 1942)
- Daniela Bobadilla, attrice canadese (Città del Messico, n. 1993)
- Daniela Calvino, attrice italiana (Milano, n. 1938 - Naples, † 2020)
- Daniela Caroli, attrice e doppiatrice italiana (Bra, n. 1947 - Torino, † 2011)
- Daniela Castro, attrice messicana (Città del Messico, n. 1966)
- Daniela Conti, attrice italiana (Messina, n. 1958)
- Daniela Denby-Ashe, attrice inglese (Londra, n. 1978)
- Daniela Doria, attrice cinematografica e danzatrice italiana (Milano, n. 1957)
- Daniela Fazzolari, attrice italiana (Torino, n. 1975)
- Daniela Gatti, attrice e doppiatrice italiana (Milano, n. 1944)
- Daniela Giordano, attrice e modella italiana (Palermo, n. 1946 - Palermo, † 2022)
- Daniela Giordano, attrice e regista italiana (Roma, n. 1965)
- Daniela Goggi, attrice, cantante e conduttrice televisiva italiana (Roma, n. 1953)
- Daniela Igliozzi, attrice e doppiatrice italiana (Pontecorvo, n. 1943)
- Daniela Kolářová, attrice ceca (Cheb, n. 1946)
- Daniela Melchior, attrice portoghese (Almada, n. 1996)
- Daniela Morozzi, attrice italiana (Firenze, n. 1968)
- Daniela Nieves, attrice statunitense (Venezuela, n. 1997)
- Daniela Nobili, attrice, doppiatrice e direttrice del doppiaggio italiana (Milano, n. 1942)
- Daniela Piazza, attrice italiana (Caserta, n. 1972)
- Daniela Piperno, attrice italiana (Milano, n. 1951)
- Daniela Poggi, attrice e conduttrice televisiva italiana (Savona, n. 1954)
- Daniela Rocca, attrice cinematografica italiana (Acireale, n. 1937 - Milo, † 1995)
- Daniela Ruah, attrice statunitense (Boston, n. 1983)
- Daniela Rubio, attrice e modella spagnola (Barcellona, n. 2007)
- Daniela Scarlatti, attrice italiana (Merano, n. 1966)
- Daniela Silverio, attrice italiana
- Daniela Surina, attrice italiana (Trieste, n. 1942)
- Daniela Terreri, attrice italiana (Isernia, n. 1965)
- Daniela Vega, attrice e cantante lirica cilena (San Miguel, n. 1989)
- Daniela Virgilio, attrice italiana (Roma, n. 1983)
- Lara Wendel, attrice tedesca (Monaco di Baviera, n. 1965)
- Daniela Alvarado, attrice venezuelana (Caracas, n. 1981)

## Attrici teatrali(1)
- Daniela Airoldi Bianchi, attrice teatrale e regista italiana (Lecco, n. 1960)

## Biografe(1)
- Daniela Pizzagalli, biografa e giornalista italiana (Milano, n. 1946)

## Calciatrici(10)
- Daniela Arias, calciatrice colombiana (Bucaramanga, n. 1994)
- Daniela Caracas, calciatrice colombiana (Cali, n. 1997)
- Daniela Di Bari, calciatrice italiana (Roma, n. 1979)
- Daniela Mattana, calciatrice italiana (Torino, n. 1983)
- Daniela Pavone, ex calciatrice italiana (Catania, n. 1972)
- Daniela Sabatino, calciatrice italiana (Agnone, n. 1985)
- Daniela Schwarz, calciatrice svizzera (Zurigo, n. 1985)
- Daniela Stracchi, ex calciatrice italiana (Milano, n. 1983)
- Daniela Turra, ex calciatrice italiana (Feltre, n. 1977)
- Daniela Zamora, calciatrice cilena (n. 1990)

## Canoiste(1)
- Daniela Walkowiak, ex canoista polacca (Łąki Wielkie, n. 1935)

## Canottiere(1)
- Daniela Neunast, ex canottiera tedesca (Potsdam, n. 1966)

## Cantanti(11)
- Daniela Casa, cantante e compositrice italiana (Roma, n. 1944 - Roma, † 1986)
- Daniela Davoli, cantante italiana (Pisa, n. 1957)
- Dhany, cantante italiana (Reggio Emilia, n. 1972)
- Daniela Ghibli, cantante, attrice e showgirl italiana (Velezzo Lomellina, n. 1953)
- Daniela Mercury, cantante e compositrice brasiliana (Salvador, n. 1965)
- Mietta, cantante, attrice e scrittrice italiana (Taranto, n. 1969)
- Daniela Panetta, cantante, compositrice e arrangiatrice italiana (Milano, n. 1968)
- Daniela Pedali, cantante italiana (San Pietro Vernotico, n. 1978)
- Daniela Rathana, cantante svedese (Akalla, n. 1996)
- Daniela Romo, cantante e attrice messicana (Città del Messico, n. 1959)
- Daniela Simmons, cantante svizzera (Perugia, n. 1959)

## Cantautrici(3)
- Daniela Ciampitti, cantautrice italiana (Putignano, n. 1981)
- Daniela Colace, cantautrice italiana (Roma, n. 1962)
- Daniela Pes, cantautrice, compositrice e polistrumentista italiana (Tempio Pausania, n. 1992)

## Cestiste(12)
- Daniela Altamore, ex cestista italiana (Milazzo, n. 1972)
- Daniela Bognolo, cestista italiana (Venezia, n. 1946)
- Daniela Cilia, ex cestista italiana (Ragusa, n. 1970)
- Daniela Citarelli, ex cestista italiana (Roma, n. 1954)
- Daniela Colceag, ex cestista rumena (Galați, n. 1970)
- Daniela Georgieva, ex cestista bulgara (Ruse, n. 1986)
- Daniela Grande, ex cestista italiana (Napoli, n. 1966)
- Daniela Luchessi, ex cestista argentina (Buenos Aires, n. 1978)
- Daniela Moroșanu, ex cestista rumena (Galați, n. 1972)
- Daniela Prestigiacomo, ex cestista italiana
- Daniela Simion, ex cestista rumena (Bucarest, n. 1972)
- Daniela Wallen, cestista venezuelana (Caracas, n. 1995)

## Cicliste su strada(2)
- Daniela Campos, ciclista su strada e pistard portoghese (Boliqueime, n. 2002)
- Daniela Veronesi, ex ciclista su strada e mountain biker sammarinese (Parma, n. 1972)

## Conduttrici radiofoniche(1)
- Daniela Collu, conduttrice radiofonica e conduttrice televisiva italiana (Roma, n. 1982)

## Conduttrici televisive(1)
- Daniela Ferolla, conduttrice televisiva e ex modella italiana (Vallo della Lucania, n. 1984)

## Costumiste(3)
- Daniela Ciancio, costumista e scenografa italiana (Napoli, n. 1965)
- Daniela Rossi, costumista, stilista e scenografa italiana (Roma)
- Daniela Salernitano, costumista italiana (Napoli, n. 1970)

## Critiche letterarie(1)
- Daniela Marcheschi, critica letteraria italiana (Lucca, n. 1953)

## Danzatrici(1)
- Daniela Malusardi, danzatrice e coreografa italiana (Nettuno, n. 1956)

## Designer(1)
- Daniela Komatović, designer, pittrice e fotografa ceca (Praga, n. 1976)

## Dialoghiste(1)
- Daniela Altomonte, dialoghista italiana (Faenza, n. 1956)

## Discobole(1)
- Daniela Costian, ex discobola rumena (Brăila, n. 1965)

## Doppiatrici(4)
- Daniela Calò, doppiatrice e attrice italiana (Sava, n. 1970)
- Daniela D'Angelo, doppiatrice e direttrice del doppiaggio italiana (Roma, n. 1964)
- Daniela Di Giusto, doppiatrice italiana (Monza, n. 1968)
- Daniela Fava, doppiatrice italiana (Milano, n. 1954)

## Fisiche(1)
- Daniela Bortoletto, fisica italiana

## Giavellottiste(1)
- Daniela Jaworska, ex giavellottista polacca (Wyborów, n. 1946)

## Ginnaste(4)
- Daniela Druncea, ginnasta e canottiera rumena (Buftea, n. 1990)
- Daniela Maccelli, ginnasta italiana (Barberino di Mugello, n. 1949 - Prato, † 2022)
- Daniela Masseroni, ex ginnasta italiana (Trescore Balneario, n. 1985)
- Daniela Mogurean, ex ginnasta italiana (Chișinău, n. 2001)

## Giocatrici di beach volley(1)
- Daniela Gioria, ex giocatrice di beach volley e pallavolista italiana (Borgomanero, n. 1979)

## Giocatrici di curling(1)
- Daniela Zandegiacomo, ex giocatrice di curling italiana (Auronzo di Cadore)

## Giocatrici di football americano(1)
- Daniela Menge, ex giocatrice di football americano tedesca

## Giornaliste(9)
- Daniela Brancati, giornalista e scrittrice italiana (La Spezia, n. 1949)
- Daniela Hamaui, giornalista italiana (Il Cairo, n. 1954)
- Daniela Minerva, giornalista e saggista italiana (Bologna, n. 1958)
- Daniela Palumbo, giornalista e scrittrice italiana (Roma, n. 1965)
- Daniela Rosati, giornalista, conduttrice televisiva e cantante italiana (Roma, n. 1958)
- Daniela Sanzone, giornalista e conduttrice televisiva italiana (Roma, n. 1965)
- Daniela Scalia, giornalista e conduttrice televisiva italiana (Verona, n. 1975)
- Daniela Simonetti, giornalista e saggista italiana (Taranto, n. 1964)
- Daniela Vergara, giornalista e conduttrice televisiva italiana (Alessandria d'Egitto, n. 1951)

## Giornalisti(1)
- Daniela Hantuchová, commentatore televisivo e ex tennista slovacca (Poprad, n. 1983)

## Hockeiste su ghiaccio(1)
- Daniela Klotz, hockeista su ghiaccio italiana (Bolzano, n. 1995)

## Indologhe(1)
- Daniela Rossella, indologa, filologa e traduttrice italiana (Milano, n. 1955)

## Magistrati(1)
- Daniela Melchiorre, magistrato e politica italiana (Roma, n. 1970)

## Maratonete(1)
- Daniela Vassalli, maratoneta e fondista di corsa in montagna italiana (Barzizza, n. 1975)

## Matematiche(1)
- Daniela De Silva, matematica italiana

## Mezzofondiste(2)
- Daniela Jordanova, ex mezzofondista bulgara (n. 1976)
- Daniela Porcelli, ex mezzofondista e velocista italiana (Cagliari, n. 1961)

## Mezzosoprani(1)
- Daniela Barcellona, mezzosoprano italiano (Trieste, n. 1969)

## Modelle(7)
- Daniela Braga, supermodella brasiliana (San Paolo, n. 1992)
- Daniela Castelli, ex modella, annunciatrice televisiva e attrice italiana (Chiavenna, n. 1964)
- Daniela de Jesus, supermodella messicana (La Paz, n. 1986)
- Daniela Peštová, supermodella ceca (Teplice, n. 1970)
- Daniela Stucan, modella argentina (n. 1982)
- Daniela Urzi, modella argentina (Buenos Aires, n. 1975)
- Daniela Di Giacomo, modella venezuelana (Caracas, n. 1985)

## Nuotatrici(12)
- Daniela Avila Villa, nuotatrice artistica messicana (n. 2006)
- Daniela Beneck, ex nuotatrice italiana (Torino, n. 1946)
- Daniela Estrada Flores, nuotatrice artistica messicana (n. 2001)
- Daniela Galassi, ex nuotatrice sammarinese (Roma, n. 1968)
- Daniela Götz, nuotatrice tedesca (Norimberga, n. 1987)
- Daniela Hunger, ex nuotatrice tedesca (Berlino Est, n. 1972)
- Daniela Marková, nuotatrice artistica ceca (n. 2006)
- Daniela Sabatini, ex nuotatrice italiana (Udine, n. 1968)
- Daniela Samuele, nuotatrice italiana (Genova, n. 1948 - Brema, † 1966)
- Daniela Samulski, nuotatrice tedesca (Berlino, n. 1984 - † 2018)
- Daniela Schreiber, ex nuotatrice tedesca (Dessau, n. 1989)
- Daniela Serpilli, ex nuotatrice italiana (Roma, n. 1944)

## Pallamaniste(2)
- Daniela Lo Piano, ex pallamanista italiana (Siracusa, n. 1979)
- Daniela Russo, ex pallamanista italiana (Siracusa, n. 1981)

## Pallavoliste(4)
- Daniela Biamonte, pallavolista italiana (Cuneo, n. 1973)
- Elizabeth Campbell, pallavolista statunitense (Valencia, n. 1994)
- Daniela Gattelli, ex pallavolista e ex giocatrice di beach volley italiana (Lugo, n. 1975)
- Daniela Öhman, pallavolista finlandese (Helsinki, n. 1997)

## Pattinatrici di velocità su ghiaccio(1)
- Daniela Anschütz-Thoms, ex pattinatrice di velocità su ghiaccio tedesca (Erfurt, n. 1974)

## Personaggi televisivi(1)
- Daniela Bello, personaggio televisivo e ex ballerina italiana (Varese, n. 1975)

## Pilote di rally(1)
- Daniela Marchisio, copilota di rally italiana (Torino, n. 1999)

## Pilote motociclistiche(1)
- Daniela Tognoli, pilota motociclistica italiana (Bergamo, n. 1972)

## Poetesse(1)
- Daniela Attanasio, poetessa italiana (Roma, n. 1947)

## Politiche(18)
- Daniela Aiuto, politica italiana (Losanna, n. 1975)
- Daniela Alfonzi, politica italiana (Torino, n. 1957)
- Daniela Cardinale, politica italiana (Palermo, n. 1982)
- Daniela Dioguardi, politica italiana (Trapani, n. 1949)
- Daniela Dondi, politica italiana (Modena, n. 1962)
- Daniela Donno, politica italiana (Lecce, n. 1960)
- Daniela Gasparini, politica italiana (Reggio Emilia, n. 1950)
- Daniela Lauber, politica italiana (Milano, n. 1966)
- Daniela Mazzucca, politica italiana (Bari, n. 1951)
- Daniela Mazzuconi, politica italiana (Milano, n. 1953)
- Daniela Morfino, politica italiana (Palermo, n. 1974)
- Daniela Rondinelli, politica italiana (Roma, n. 1967)
- Daniela Ruffino, politica italiana (Torino, n. 1959)
- Daniela Santanchè, politica e imprenditrice italiana (Cuneo, n. 1961)
- Daniela Sbrollini, politica italiana (Latiano, n. 1971)
- Daniela Ternullo, politica italiana (Siracusa, n. 1975)
- Daniela Torto, politica italiana (Chieti, n. 1985)
- Daniela Valentini, politica italiana (Roma, n. 1948)

## Psicologhe(1)
- Daniela Lucangeli, psicologa italiana (Padova, n. 1965)

## Registe(1)
- Daniela Thomas, regista, drammaturga e sceneggiatrice brasiliana (Rio de Janeiro, n. 1959)

## Rugbiste a 15(1)
- Daniela Gini, ex rugbista a 15 italiana (Roma, n. 1977)

## Saltatrici con gli sci(1)
- Daniela Iraschko, ex saltatrice con gli sci e calciatrice austriaca (Eisenerz, n. 1983)

## Scacchiste(1)
- Daniela Movileanu, scacchista italiana (Focșani, n. 1996)

## Schermitrici(1)
- Daniela Colaiacomo, schermitrice italiana (Roma, n. 1975)

## Sciatrici alpine(8)
- Daniela Giolito, ex sciatrice alpina italiana (Torino, n. 1949)
- Daniela Marková, ex sciatrice alpina ceca (n. 1985)
- Daniela Merighetti, ex sciatrice alpina italiana (Brescia, n. 1981)
- Daniela Müller, ex sciatrice alpina austriaca (n. 1984)
- Daniela Viberti, ex sciatrice alpina italiana (n. 1956)
- Daniela Weitgasser, ex sciatrice alpina austriaca (n. 1972)
- Daniela Zeiser, ex sciatrice alpina austriaca (n. 1983)
- Daniela Zini, ex sciatrice alpina italiana (Livigno, n. 1959)

## Sciatrici freestyle(1)
- Daniela Maier, sciatrice freestyle tedesca (Furtwangen im Schwarzwald, n. 1996)

## Scrittrici(7)
- Daniela Dröscher, scrittrice tedesca (Monaco di Baviera, n. 1977)
- Daniela Farnese, scrittrice e blogger italiana (Napoli, n. 1978)
- Daniela Hodrová, scrittrice e critica letteraria ceca (Praga, n. 1946 - Praga, † 2024)
- Daniela Morelli, scrittrice, drammaturga e sceneggiatrice italiana (Varese, n. 1949)
- Daniela Padoan, scrittrice e saggista italiana (Bologna, n. 1958)
- Daniela Piegai, scrittrice, pittrice e giornalista italiana (n. 1943)
- Daniela Raimondi, scrittrice italiana (Sermide)

## Showgirl(1)
- Daniela Battizzocco, showgirl e attrice italiana (Bolzano, n. 1970)

## Sindacaliste(1)
- Daniela Fumarola, sindacalista italiana (Taranto, n. 1966)

## Slittiniste(1)
- Daniela Mittermair, slittinista italiana (Nova Ponente, n. 1999)

## Snowboarder(1)
- Daniela Ulbing, snowboarder austriaca (Villaco, n. 1998)

## Sollevatrici(1)
- Daniela Kerkelova, ex sollevatrice bulgara (Devin, n. 1969)

## Soprani(2)
- Daniela Dessì, soprano italiano (Genova, n. 1957 - Brescia, † 2016)
- Daniela Lojarro, soprano italiano (Rivoli, n. 1964)

## Storiche dell'arte(1)
- Daniela Palazzoli, storica dell'arte italiana (Milano)

## Storiche della filosofia(1)
- Daniela Patrizia Taormina, storica della filosofia italiana (Palermo, n. 1958)

## Taekwondoka(1)
- Daniela Rotolo, taekwondoka italiana (Anzio, n. 1997)

## Tenniste(4)
- Daniela Klemenschits, tennista austriaca (Vienna, n. 1982 - Salisburgo, † 2008)
- Daniela Marzano, tennista e allenatrice di tennis italiana (n. 1950 - Milano, † 2017)
- Daniela Seguel, tennista cilena (Santiago del Cile, n. 1992)
- Daniela Vismane, tennista lettone (Babīte, n. 2000)

## Tiratrici a volo(1)
- Daniela Del Din, tiratrice a volo sammarinese (Città di San Marino, n. 1969)

## Triatlete(2)
- Daniela Chmet, triatleta italiana (Trieste, n. 1979)
- Daniela Ryf, triatleta svizzera (Soletta, n. 1987)

## Velociste(3)
- Daniela Ferrian, ex velocista italiana (Asti, n. 1961)
- Daniela Graglia, ex velocista italiana (Fossano, n. 1976)
- Daniela Reina, velocista e mezzofondista italiana (Camerino, n. 1981)

## Senza attività specificata(3)
- Daniela Castrignanò, ex taekwondoka italiana (Lecce, n. 1980)
- Daniela Dejori, combinatista nordica e ex saltatrice con gli sci italiana (Bressanone, n. 2002)
- Daniela Meuli, ex snowboarder svizzera (Davos, n. 1981)